# Ecuación de Rachford-Rice
La ecuación de Rachford-Rice es utilizada en el área de la ingeniería, principalmente en cálculos relacionados con la termodinámica química para determinar distintas propiedades en unidades de operación industrial. 

## Aplicaciones
Principalmente se utiliza en tanques flash. Por naturaleza los tanques flash contienen corrientes de dos o más componentes dentro de ellas, logrando su posterior separación por fases, una de ellas siendo líquida y la otra se encuentra en una fase de vapor, aquí es donde entra la utilidad de dicha ecuación, ya que como se mencionó anteriormente, pueden predecirse distintas características para cada fase, tomando en cuenta la fracción molar de la corriente en cada fase.

## Representación matemática
{\displaystyle \sum _{i-1}^{c}{\frac {z_{i}(K_{i}-1)}{1+(V/F)(K_{i}-1)}}=0}Donde:
- zi representa la relación que existe entre las composiciones de las fases de la corriente (líquido y vapor).
- V es el flujo molar de vapor.
- F es el flujo total de la corriente.
- V/F es la relación que existe entre el flujo del vapor y el flujo total, por lo tanto el valor del cociente estará entre los valores numéricos 0 y 1.
- Ki indica la razón de vaporización,  depende de las condiciones del sistema, de forma más específica, esta depende de la temperatura, presión, la composición molar de la fase vapor y la composición de la fase líquida; o dicho de otra manera, la relación entre la presión de saturación del componente i y la presión total del sistema.

{\displaystyle K_{i}={\frac {P_{i}^{sat}}{P}}}

## Representación física

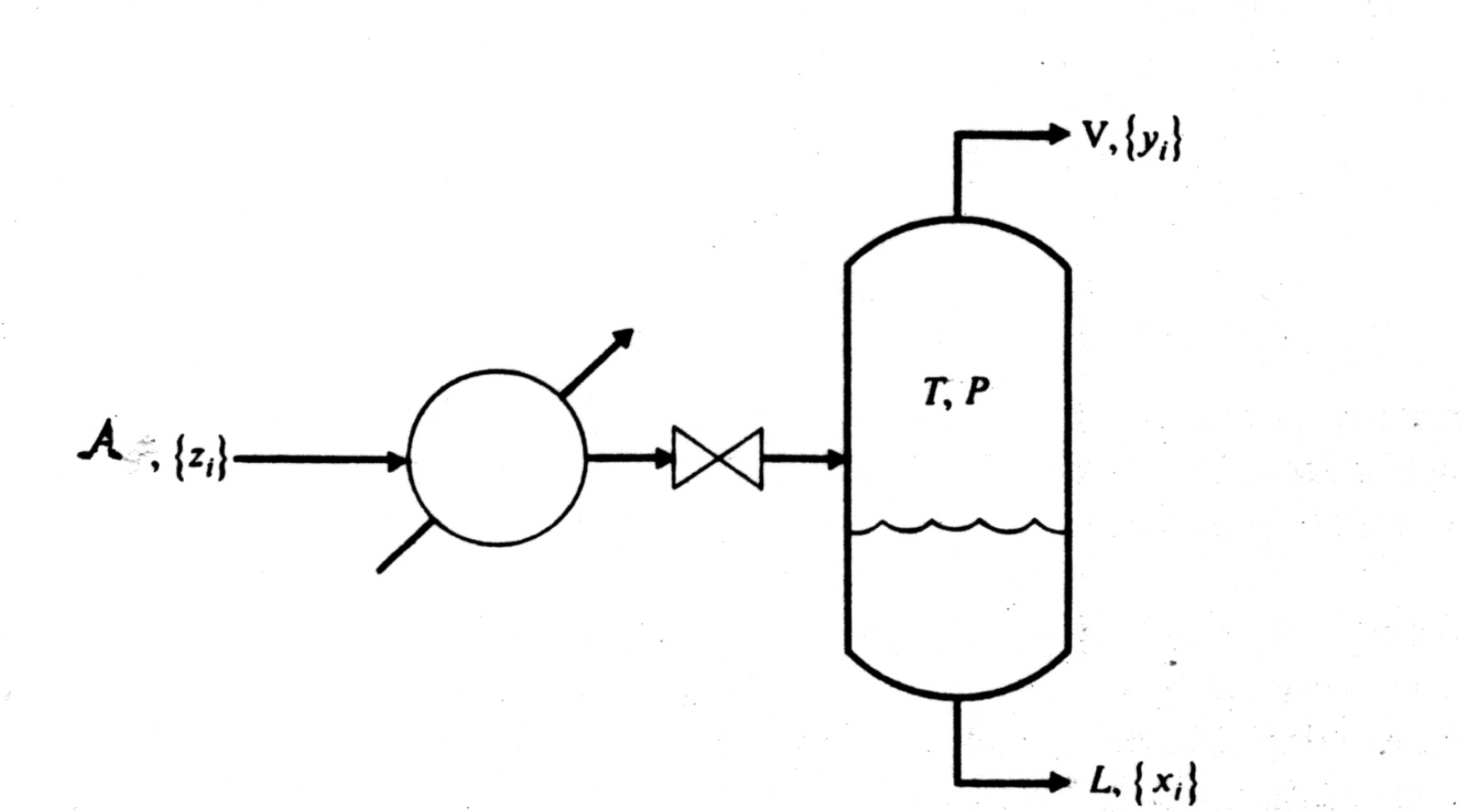
Diagrama de la ecuación de Rachford-Rice.

En ocasiones esta ecuación también es conocida bajo el nombre de ecuación flash, una forma sencilla de explicar lo que se representa en la ecuación, es mencionando que es la combinación de las relaciones de equilibrio material con las relaciones de balance de materia. A continuación se muestra un diagrama de un tanque flash, mostrando algunas variables involucradas:
- A (z) es el flujo de materia que pasa por la corriente.
- T es la temperatura.
- P es la presión.
- L (xi) es la fase líquida de la corriente.
- V (yi) es la fase en vapor de la corriente.

## Cálculo y representación de la fase líquida y vapor
Las fracciones molares de ambas fases pueden obtenerse de forma relativamente sencilla si se utilizan los coeficientes de fugacidad y la presión del sistema para apoyarse tal como se observa a continuación:{\displaystyle y_{i}={\frac {{\hat {f}}_{i}^{V}}{{\hat {\phi }}_{i}^{V}P}}~~~~~~x_{i}={\frac {{\hat {f}}_{i}^{L}}{{\hat {\phi }}_{i}^{L}P}}}